# آرت-سیور-مورت
آرت-سیور-مورت (به فرانسوی: Art-sur-Meurthe) یک کمون در فرانسه است که در canton of Tomblaine واقع شده‌است. آرت-سیور-مورت ۱۱٫۴۷ کیلومتر مربع مساحت دارد ۲۲۵ متر بالاتر از سطح دریا واقع شده‌است.